# Руже (породица)
Породица ружа (лат. Rosaceae) је једна од врстама најбогатијих и географски најраспрострањенијих биљних породица. Постоји око 3.000-4.000 биљних врста које спадају о ову породицу, а према неким изворима 4.828 врста сврстаних у 91 род. Услед великог економског значаја биљака ове породице, човек је раширио њихове ареале на целу планету. Ову породицу чине по многим карактеристикама веома разноврсне биљке. Њихову разноликост можемо уочити почев од животне форме (присутне су зељасте једногодишње и вишегодишње биљке, жбунови и дрвеће). Цвјетови су им обично крупни, имају по 5 чашичних и круничних листића и велики број прашника.

## Карактеристике
Поред велике разноликости, скоро је немогуће дефинисати ову породицу и њене разлике од других породица. Неке основне карактеристике које је одвајају су присуство залистака, често назубљени листови, велики број прашника, нектарије које су добро развијене на хипанцијуму и у основи тучка и прашника, постојање 1-2 красинуцелатна семена заметка по локули, присуство цијаногених гликозида код већег броја представника...
Породица Rosaceae се показала као јасно монофилетска група у истраживањима варијабилности секвенци ДНК код скривеносеменица.

## Класификација породице
су подељене на четири потпородице:
- и

Основни таксономски критеријум за ову поделу је тип плода. Тако, представници потпородице Rosoideae имају плод орашицу (ахенију), у потпородици Spiraeoideae налази се мешак, у Amygdaloideae коштуница, а у Maloideae помум. Код појединих аутора налазе се и додатни критеријуми за издвајање потпородица (основни број хромозома, фитохемијски карактери). Оваква, традиционална, подела на потпородице је претрпела знатне измене после биохемијских и молекуларних филогенетских и систематичарских истраживања.

## Филогенетски односи унутар породице
У оквиру породице Rosaceae данас се издваја 8 већих група (клада), од којих неке одговарају претходно описаним потпородицама. Те групе су:
Филогенетски односи између ових група су само делимично разјашњени. Најпримитивнија група је потпородица Rosoideae (у ужем смислу), која се од остатка породице разликује основним бројем хромозома x=7, присуством танина елагичне киселине (елагитанина) и одсуством сорбитола. Једну од такође примитивних група чине врсте из групе Dryadeae, које ступају у симбиозу са актиномицетом Frankia која врши азотофиксацију. Најизведеније групе су Maloideae s.l., Adenostomeae и Neillieae.